# Notropis ammophilus
Notropis ammophilus är en fiskart som beskrevs av Royal D. Suttkus och Boschung, 1990. Notropis ammophilus ingår i släktet Notropis och familjen karpfiskar. Inga underarter finns listade i Catalogue of Life.